# Saroba costiplaga
Saroba costiplaga là một loài bướm đêm trong họ Noctuidae.